# Willem de Kooning
Willem de Kooning (Rotterdam, 24 april 1904 – Springs-East Hampton, New York, 19 maart 1997) was een in Nederland geboren kunstschilder, die een groot deel van zijn leven in de Verenigde Staten heeft gewoond. Hij schilderde in de stroming van het abstract expressionisme. De kunstafdeling van de Hogeschool Rotterdam in Rotterdam wordt sinds 1998 de Willem de Kooning Academie genoemd. Voor 1998 luisterde de instelling naar de naam Academie van Beeldende Kunsten.

## Schilderstijl
De werken van De Kooning worden gerekend tot het abstract expressionisme. Hij had zelf een hekel aan het begrip schilderstijl. Andere schilders in deze kunstbeweging, die in dezelfde tijd schilderden als De Kooning, waren Jackson Pollock, Mark Rothko, Barnett Newman en Clyfford Still. Vanaf ongeveer 1928 begon hij stillevens en figuren te schilderen die elementen van de Parijse School en Mexicaanse invloeden combineerden. Aan het begin van de jaren 30 begon hij te experimenteren met abstracte vormen - een grote tegenstelling met zijn latere werk. Dit vroege werk bevat sterke invloeden van Graham en Arshile Gorky en weerspiegelt de invloed die Pablo Picasso en de surrealist Joan Miró op deze jonge artiesten hadden. Na de Tweede Wereldoorlog begon hij te schilderen in de stijl van het abstract expressionisme. Later experimenteerde hij met andere stijlen. In ongeveer 1945 voegden de twee stromingen zich samen in “Pink Angels”.

## Biografie
Willem de Kooning werd geboren in de Zaagmolenstraat 13 in Rotterdam op 24 april 1904. Zijn ouders waren Leendert de Kooning en Cornelia Nobel. Ze scheidden toen hij 2 jaar oud was en zijn moeder en stiefvader voedden hem op. In 1916 ging hij in de leer bij een decoratieatelier/schildersbedrijf en begon hij met een avondcursus aan de Rotterdamse Academie (sinds 1998 de naar hem vernoemde Willem de Kooning Academie). Hier kreeg hij het vak met de paplepel ingegoten en werkte zich gestaag op. In 1920 ging hij werken voor een interieurontwerper van een groot warenhuis (het toenmalige Metz te Amsterdam). In 1926 ging hij als verstekeling op een boot naar de stad New York, en ging wonen in Hoboken in New Jersey, waar hij werkte als huisschilder. Vanwege zijn vakmanschap als decoratie- en huisschilder verdiende hij een goed inkomen. Het maken van kunst was toen nog een nevenactiviteit. In 1927 verhuisde hij naar een studio in Manhattan en werd beïnvloed door de artiest, kunstkenner en kunstcriticus John D. Graham en de schilder Arshile Gorky. Gorky werd ook een van zijn beste vrienden.

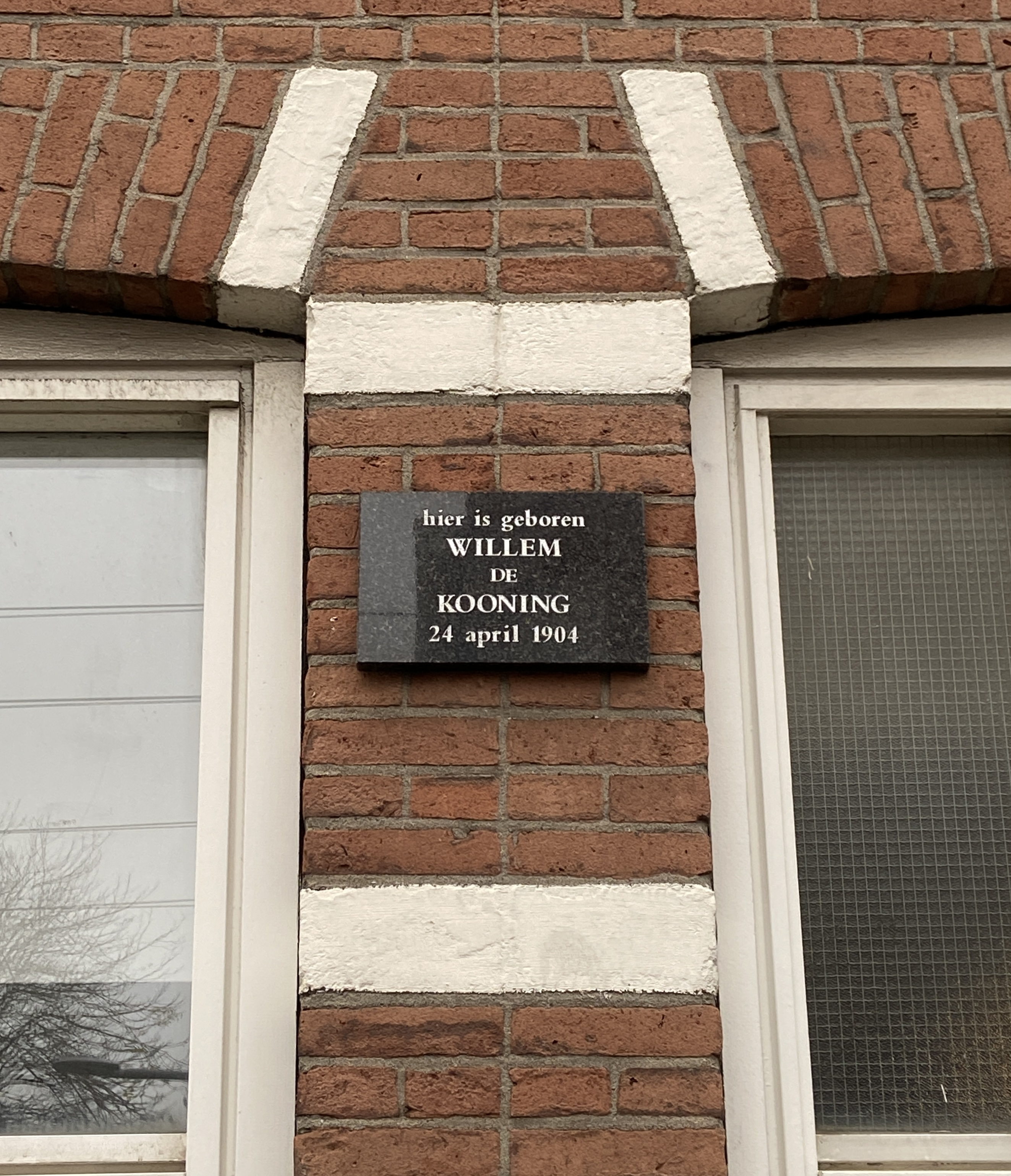
Plaquette op de gevel van het geboortehuis van Willem de Kooning aan de Zaagmolenstraat 11-13 in Rotterdam (Oude Noorden)

In oktober 1935 begon hij te werken voor het Federal Art Project, een kunstproject van de overheid. Hij was actief voor dit programma tot juli 1937, toen hij ontslag moest nemen omdat hij geen Amerikaans staatsburger was. Tijdens het project werkte hij aan een muurschildering onder mentorschap van Fernand Léger. Het project werd nooit voltooid omdat de opdrachtgever er afstand van nam nadat hij er achter was gekomen dat Léger (een communist) erbij betrokken was. Ondertussen had De Kooning, na in de vroege jaren van de Grote Depressie met commercieel werk zijn brood te hebben verdiend, wel de kans gehad om zich volledig aan creatief werk te wijden.
Hij werkte zowel aan schilderijen als aan muurschilderingen, maar de muurschilderingen zijn nooit tot uitvoering gebracht. In 1938 maakte De Kooning, waarschijnlijk onder de invloed van Gorky, een serie verdrietige starende mannelijke figuren, zoals Two Men Standing, Man, en Seated Figure (Classic Male). In die tijd maakte hij ook veelkleurige abstracte schilderijen zoals Landscape en Elegy. Deze combinatie van figuren en abstracties ging door tot in de jaren 40, met zijn geometrisch weergegeven Woman en Standing Man.
In 1946, toen hij te arm was om schildersverf te kopen, schakelde hij over op zwart-witte huishoudemailles om een serie grote abstracties te schilderen; van deze werken zijn Light in August (1946) en Black Friday (1948), grotendeels zwart met witte elementen, terwijl Zurich (1947) en Mailbox (1947-48) wit met zwart zijn. Willem de Kooning werd onder insiders beschouwd als een groot talent, maar werd ook gezien als iemand die zijn schilderijen niet kon afmaken. Gertrude Stein bezocht in die tijd zijn atelier en had interesse voor zijn werk, maar Willem de Kooning vond haar dermate arrogant dat dit op niets uitliep. Bij een volgend bezoek zorgde hij er wel voor dat zijn schilderijen nog minder af waren. Na zijn eerste tentoonstelling ontstonden complexe, uitbundige abstracties, zoals Asheville (1948-49), Attic (1949), en Excavation (1950), die weer kleur bevatten.
In 1938 ontmoette hij Elaine Fried, met wie hij in 1943 trouwde. Zij werd een bekend kunstenares. Vanaf de jaren 40 werd hij steeds meer als lid van de abstract-expressionistische stroming beschouwd. Hij had in 1948 zijn eerste tentoonstelling met zijn zwart-witte emaille composities in de Charles Egan Gallery in New York. Hij gaf les aan het Black Mountain College met John Cage, Buckminster Fuller en Josef Albers in Noord-Carolina in 1948. In 1950-51 gaf hij les aan de Yale School of Art.

### Volwassen werken

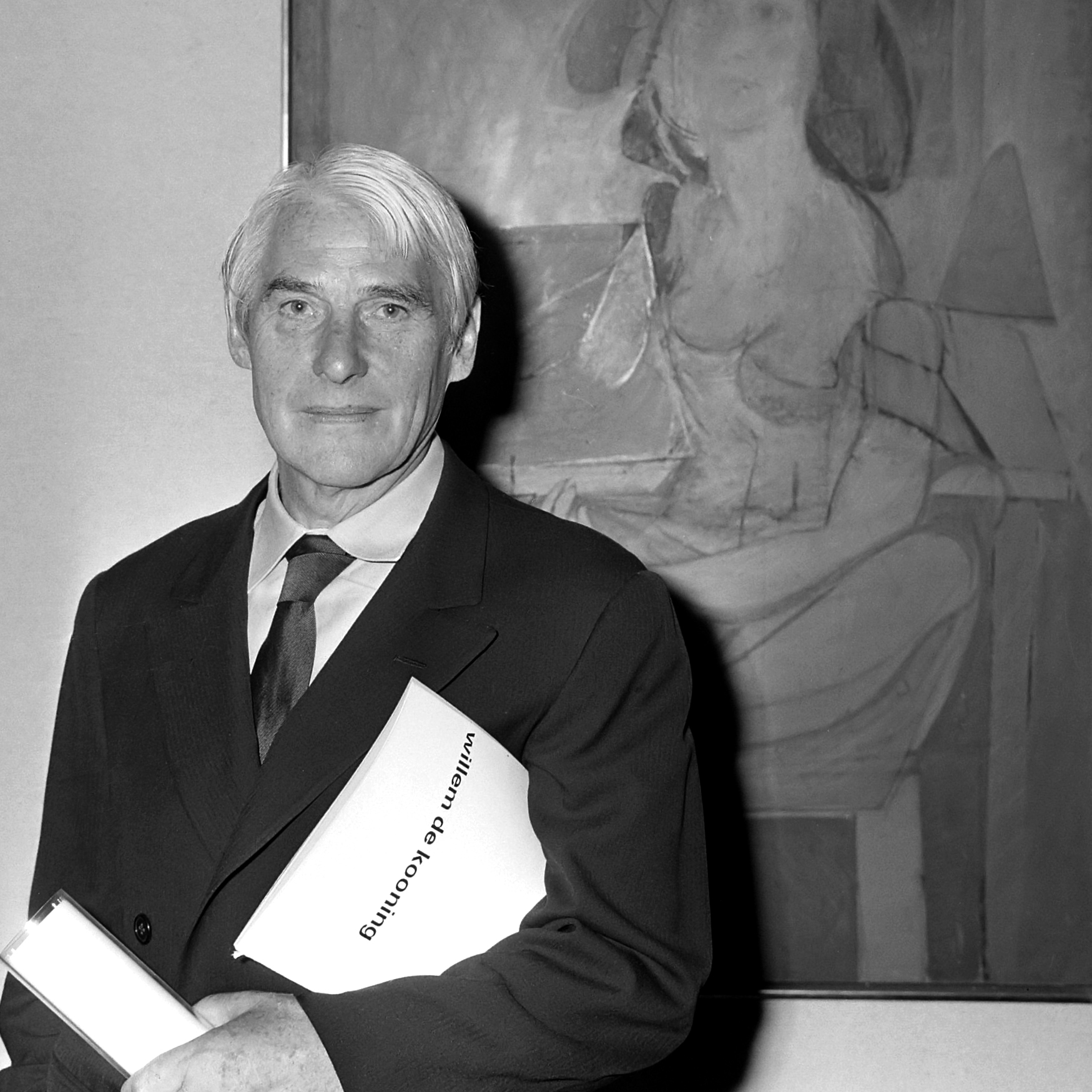
Uitreiking van de Talensprijs aan Willem de Kooning in 1968

Vanaf 1950 schilderde hij alleen nog maar vrouwen, alhoewel hij voordien ook wel vrouwen had getekend. In de zomer van dat jaar begon hij aan Woman I, dat veel verschillende vormen aannam voordat het in 1952 werd afgerond. In deze jaren maakte hij ook andere schilderijen van vrouwen, die allemaal geïnspireerd waren op het klassieke beeld van de oervrouw zoals die al voorkwam in prehistorische kunst. Een tentoonstelling van deze werken in 1953 deed stof opwaaien, omdat die figuratief waren, terwijl zijn collega's in het abstract expressionisme abstract werk produceerden.
Vanaf 1955 leek hij zich te richten op het symbolische aspect van vrouwen, zoals gesuggereerd wordt door de titel van het schilderij Woman as Landscape, waarin de figuur bijna wordt opgeslokt door de abstracte achtergrond. Hierna volgt een serie landschappen zoals Police Gazette, Gotham News, Backyard on Tenth Street en Rosy-Fingered Dawn at Louse Point, die een evolutie weergeven van compositorische en kleurige complexiteit naar een breed geschilderde eenvoud. In die tijd maakte hij zijn kunst zodanig te gelde dat hij de armoede definitief achter zich kon laten.
In ongeveer 1963 verhuisde De Kooning naar East Hampton, Long Island en schilderde hij opnieuw vrouwen in schilderijen als Pastorale en Clam Diggers. Deze schilderijen waren opnieuw controversieel. In deze werken, die werden beschreven als een satirische aanval op de vrouwelijke anatomie, schilderde De Kooning op een vloeiende, glibberige manier die aansloot op het delicate onderwerp. De terugkeer naar het onderwerp vrouwen werd hem niet in dank afgenomen door de kunstcritici.

### Beeldhouwwerk

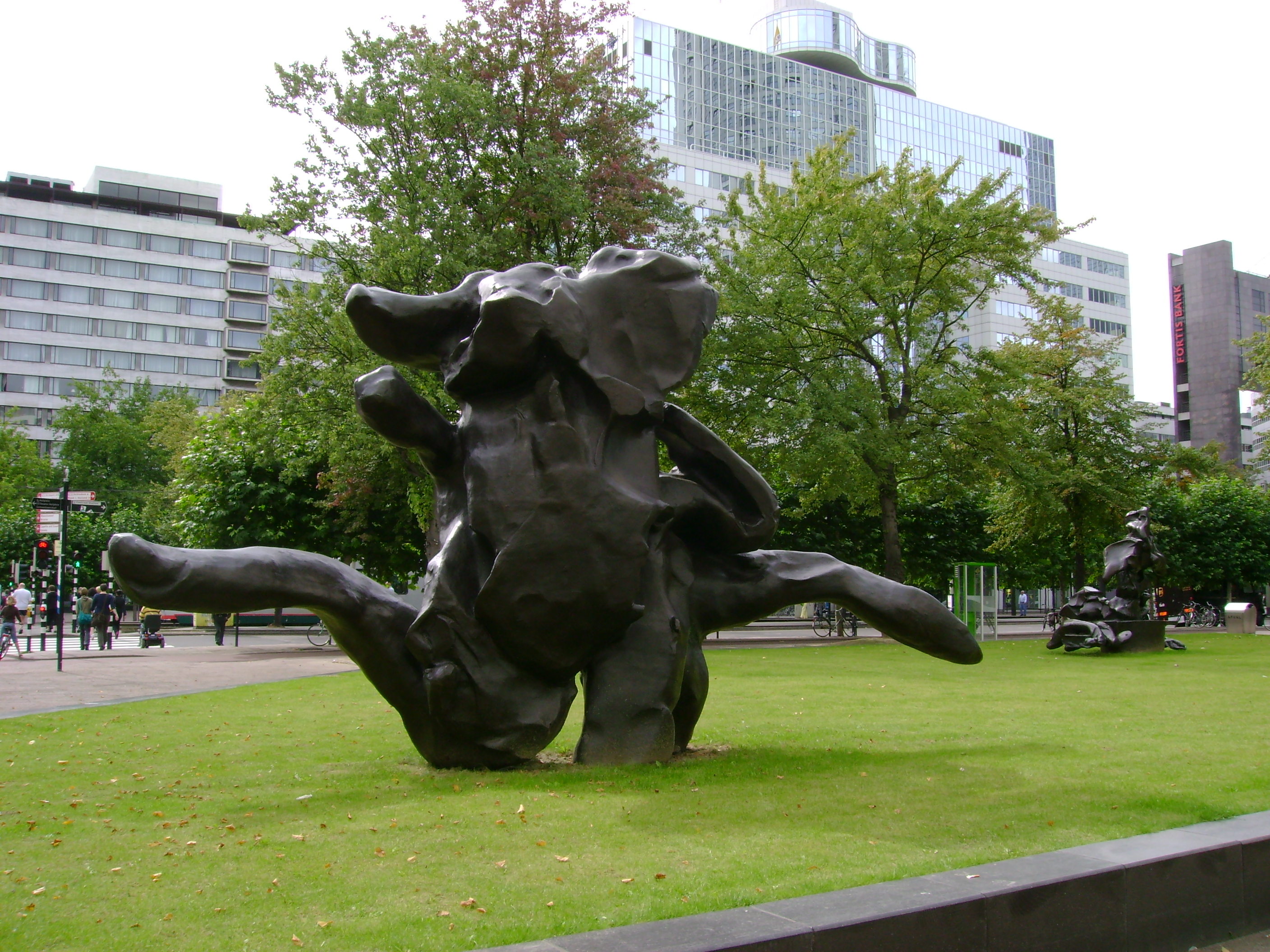
Standing Figure en Seated Woman in Rotterdam

Vanaf 1969 ging De Kooning ook kleisculpturen maken. Aanvankelijk maakte hij, na een bezoek aan het atelier van een bevriende beeldhouwer, kleine beeldjes door met de ogen dicht kleine stukken klei te kneden. Dit is terug te voeren op zijn manier van schetsen, dat hij ook met de ogen dicht deed. Zijn galeriehouder spoorde hem later aan om de beelden te laten uitvergroten. Voorbeelden van zijn werken uit de periode 1969 en 1970 (die pas later in brons werden gegoten) bevinden zich in Rotterdam:
- Seated Woman 1970, in brons gegoten 1980
- Reclining Figure 1969
- Standing Figure 1969

De Kooning beschouwde de sculpturen, die hij eerst in dikke klei boetseerde, als driedimensionale schilderkunst.
In de periode 1973/1974 brak hij voor korte tijd zelfs totaal met zijn schilderactiviteiten en maakte enkele grote sculpturen. Na terugkeer tot het schilderen sloot hij de beeldhouwfase volledig af.

### Later werk en levenseinde
Willem en Elaine de Kooning zijn altijd getrouwd gebleven, maar hebben feitelijk maar enkele jaren samengewoond. Elaine trok daarop haar eigen plan, maar bleef Willem hartstochtelijk promoten als een groot kunstenaar. Ze was kunstcritica en had banden met vooraanstaande kunstcritici. Het leven van De Kooning kenmerkte zich door vele vriendinnen en samen met Joan Ward kreeg hij een dochter, Lisa. Gedurende zijn leven wisselden periodes van grote drankzucht en intensief schilderen elkaar af. Eind jaren 70 verscheen Elaine de Kooning op zijn verzoek opnieuw in zijn leven. Hij was eenzaam en zag in haar de enige die hem kon helpen om zijn drankzucht en depressies te beteugelen. Uiteindelijk verdween de alcohol uit het leven van De Kooning en ontstond er een soort rust in zijn schilderijen. Waren het voorheen Rubens en Picasso aan wie De Kooning zich spiegelde, van toen af aan was het Henri Matisse, van wie hij de grote collages erg waardeerde. Eind 1984 werd bij hem dementie vastgesteld en de kwaliteit van zijn werk werd minder, terwijl de waarde van zijn vroege werk steeg. Assistenten bereidden in die periode steeds meer voor, legden de schetsen die als voorstudies dienden klaar en gaven de kleuren aan. In 1985 kreeg De Kooning de National Medal of Arts toegekend, de hoogste kunstonderscheiding in de Verenigde Staten. In 1997 overleed De Kooning aan de gevolgen van de Ziekte van Alzheimer.

## Veilingresultaten
Op een veiling van Sotheby's in 1987 werd Pink Lady (1944) verkocht voor 3,6 miljoen Amerikaanse dollar (USD). In 1989 werd Interchanged (1955) verkocht voor 20,6 miljoen USD; dit schilderij werd in oktober 2015 gekocht door hedgefondsmanager Ken Griffin voor 300 miljoen USD en was daarmee op dat moment een van de twee duurste schilderijen ter wereld. In november 2006 werd 137,5 miljoen USD betaald voor Woman III. In november 2016 werd in New York het schilderij Untitled XXV voor een bedrag van ongeveer 61,5 miljoen euro geveild.

## Schilderijen
- Woman, I, 1950-52, olieverf op doek, 192,7 × 147,3 cm
- Woman, II, 1952, olieverf op doek, 149,9 × 109,3 cm
- Woman III
- Two Men Standing
- Man
- Seated Figure (Classic Male)
- Landscape
- Elegy
- Standing Man
- Woman as Landscape (vrouw als landschap)
- Police Gazette
- Gotham News
- Backyard on Tenth Street
- Rosy-Fingered Dawn at Louse Point
- Pastorale
- Clam Diggers
- Whose Name Was Writ in Water
- Untitled III
- Untitled XXV (op 16.11.2006 verkocht voor 34,60 miljoen USD); zie Lijst van duurst verkochte schilderijen
- Interchange (in oktober 2015 verkocht voor 300 miljoen USD); zie Lijst van duurst verkochte schilderijen[7]
- The Springs (1955)

## Musea
De schilderijen van Willem de Kooning hangen in diverse musea voor moderne kunst, onder andere in:
- Museum of Modern Art en Guggenheim Museum in New York
- National Gallery of Art in Washington D.C.
- San Francisco Museum of Modern Art in San Francisco
- Stedelijk Museum in Amsterdam
- Museum De Pont in Tilburg

In augustus 2017 werd een werk van de Kooning teruggevonden: Woman-Ochre. Het doek was in 1985 gestolen uit het museum van de Universiteit van Arizona in de Verenigde Staten.